# Chromsäure-Element

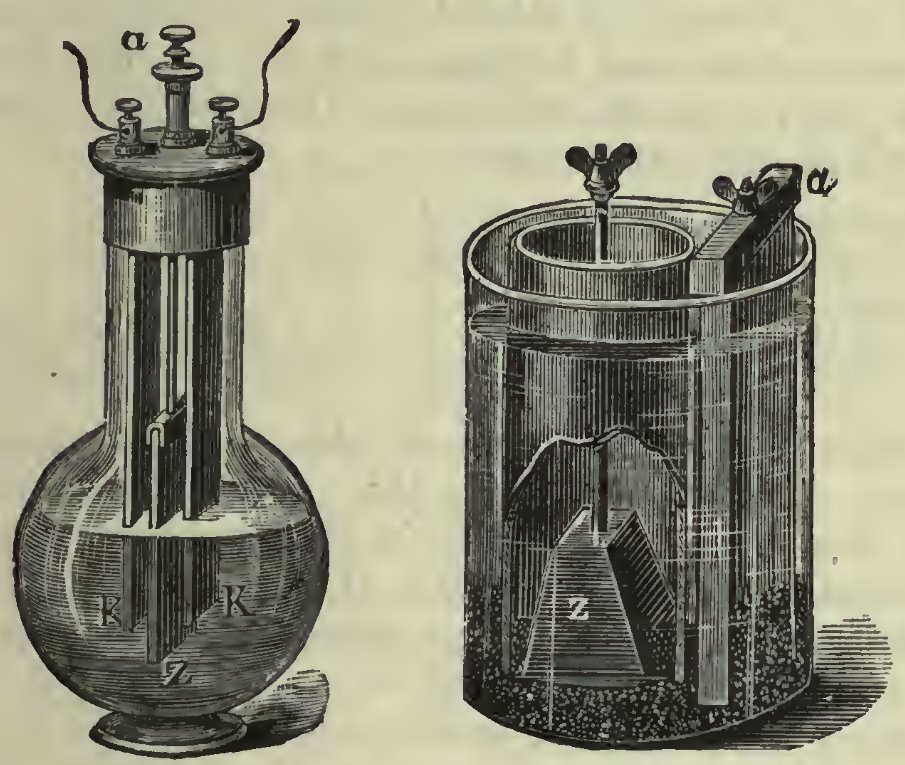
Zwei historische Bauformen des Chromsäure-Elementes, links Bauform nach Poggendorff ohne Diaphragma, rechts mit Diaphragma

Das Chromsäure-Element ist eine historische galvanische Zelle, die aus einer Anode aus Zink, einem Elektrolyt aus verdünnter Schwefelsäure und Chromsäure und einer Kathode aus Graphit besteht. Sie zählt zu den heute nicht mehr gebräuchlichen Nassbatterien und liefert eine Zellspannung von 1,92 V bis 2,2 V. Der Anwendungsbereich lag Mitte des 19. Jahrhunderts bis in die 1920er Jahre im Bereich der drahtgebundenen Telegrafie als elektrische Energiequelle.
Das galvanische Element existiert in zwei Bauformen: In einer Bauform mit einem Gemisch aus verdünnter Schwefelsäure und Chromsäure, letztere wird durch Zugabe von Kaliumdichromat im Beisein der Schwefelsäure gebildet. Diese Bauform, 1842 von Johann Christian Poggendorff entwickelt und auch als Poggendorff-Element bezeichnet, besitzt als Besonderheit kein Diaphragma. Die beiden Säuren liegen als eine Mischung vor, in die die beiden Elektroden, die Zinkanode und die Graphitkathode in Form von Platten getaucht werden. Der Vorteil dieser Anordnung besteht darin, dass durch das Weglassen des Diaphragmas, welches zu der Zeit üblicherweise aus porösem Steingut gefertigt wurde, sich der Innenwiderstand der Zelle gegenüber zeitgenössischen galvanischen Elementen wie dem Daniell-Element reduzieren ließ. Der Nachteil bestand darin, dass die Säuremischung die Zinkanode angriff – die Anode musste daher so realisiert werden, dass bei Nichtgebrauch des Elementes diese aus der Säure gezogen werden kann, um eine vorzeitige Auflösung in der Säure zu vermeiden. Das Poggendorff-Element wurde in den Folgejahren durch Eugene Grenet konstruktiv verbessert, wofür dieser 1859 ein Patent erhielt.
Die zweite Bauform des Chromsäure-Elementes, in der Abbildung rechts außen dargestellt, besteht aus dem Diaphragma zur Trennung der Schwefel- und der Chromsäure. In Chromsäure taucht die Graphitkathode, in die Schwefelsäure die Anode aus Zink. Diese wegen des höheren Innenwiderstandes weniger gebräuchliche Bauform hatte den Vorteil, dass im Bereich der Zinkanode durch Zugabe von ein wenig Quecksilber der Zersetzungsprozess der Anode durch die Amalgambildung reduziert werden konnte.